# 松丸修久
松丸 修久（まつまる のぶひさ、1954年（昭和29年）4月29日 - ）は、日本の政治家。茨城県守谷市長（3期）。守谷町議と守谷市議を通算5期務めた。

## 来歴
茨城県守谷市野木崎に生まれる。守谷町立大野小学校、千葉県立東葛飾高等学校、同志社大学経済学部卒業。
衆議院議員秘書を経て、2000年（平成12年）の守谷町議会議員選挙で初当選。2002年（平成14年）2月2日、守谷町は市制施行し守谷市となる。2012年（平成24年）から4年間、市議会議長を務める。
2016年（平成28年）1月31日に行われた市議選で5回目の当選。同年11月20日に行われた守谷市長選挙に出馬。元県議の梶岡博樹ら3候補を破り初当選を果たした。12月6日、市長就任。選挙の結果は以下のとおり。
※当日有権者数：52,425人 最終投票率：50.41%（前回比：-3.91pts）
| 候補者名 | 年齢 | 所属党派 | 新旧別 | 得票数   | 得票率 | 推薦・支持           |
| -------- | ---- | -------- | ------ | -------- | ------ | -------------------- |
| 松丸修久 | 62   | 無所属   | 新     | 13,865票 | 53.34% |                      |
| 梶岡博樹 | 39   | 無所属   | 新     | 9,498票  | 36.54% |                      |
| 浅利和宏 | 47   | 無所属   | 新     | 1,362票  | 5.24%  | （推薦）日本維新の会 |
| 上床真澄 | 56   | 無所属   | 新     | 1,268票  | 4.88%  |                      |

2020年（令和2年）11月8日に行われた同選挙で家庭教師の小野勉を破り再選。
※当日有権者数：55,007人 最終投票率：31.65%（前回比：-18.76pts）
| 候補者名 | 年齢 | 所属党派 | 新旧別 | 得票数   | 得票率 | 推薦・支持 |
| -------- | ---- | -------- | ------ | -------- | ------ | ---------- |
| 松丸修久 | 66   | 無所属   | 現     | 15,226票 | 90.17% |            |
| 小野勉   | 58   | 無所属   | 新     | 1,659票  | 9.83%  |            |

2024年（令和6年）11月17日行われた同選挙で市議会議員の渡辺秀一、会社役員の梶岡香織を破り3選。※当日有権者数：56,672人 最終投票率：52.14%（前回比：+20.49pts）
開票結果は、当選 松丸修久（70歳）無所属 現 12,459票（42.51%）、渡辺秀一（52歳）無所属 現 9,161票（31.26%）、梶岡香織（42歳）無所属 新 7,686票（26.23%）だった。

## 政策・主張

### 守谷市議会議長として

#### 守谷市議会基本条例の制定
2014年3月1日に施行。市民の信託に応える議会の実現を図り、市民福祉の向上及び市政の発展に寄与することを目的。市議会の基本理念・基本方針を定め、市民との関係や市長などの執行機関との関係を明らかにするとともに、市議会が果たすべき役割と議員の責務を踏まえ、市議会のあるべき姿や進むべき方向について定められた。
2014年議会運営委員会で松丸は、守谷市の独自性・守谷市議会の自立性として「自治を大前提とした基本条例があり、それに付随するような形で他の条例がある」というような法体系が新しい議会のあり方だろうと語る。

### 守谷市長として

#### 守谷市の人口
松丸が守谷市長就任翌年、2017年日経BP総研が運営するウェブサイト「新・公民連携最前線」による調査「シティブランド・ランキング ―住みよい街2017―」において、ビジネスパーソンが「住みよい街」（全国の市および東京23区）の総合ランキングで1位となる（同率武蔵野市・大野城市）。
松丸就任時65,679人だっだ人口は2020年7月時点で68,541人と増加している。守谷市の人口は下降傾向であったが、2005年首都圏新都市鉄道つくばエクスプレス開業後増加傾向となり現在まで増加し続けている。

#### 守谷市長の政治倫理
市長就任直後の定例議会（2016年12月20日）にて、松丸自ら「市民に向けて、透明性を確保するような政治倫理基準をつくらなければいけない。市長には厳しい倫理基準を盛り込んだ倫理条例を制定したい」と話す。
2018年5月に「守谷市長等の政治倫理に関する条例」を公布・施行。守谷市長の政治倫理基準について、20項目定める。

#### ふるさと納税
2016年市長就任時のふるさとづくり寄附金は6億1,611万円であったが、2018年決済では11億5,925万円と約1.9倍となる。ふるさと納税の件数は、2018年度22,056件であった。
2017年度には小中学校ICT環境整備事業へ活用。
2018年度は守谷市立小学校の児童に辞書配布費用として活用した。

#### 守谷市の教育支援

##### 教育カリキュラムの改訂
2020年の学習指導要領改訂における外国語の授業時間確保のため、カリキュラムを改訂した。守谷市立小中学校で、前後期制の導入を行った。始業式・終業式が減ることで授業にあてられる⽇が６⽇間増える。エアコン完備のうえ、夏休み最終週から授業を開始するなどし、平日の授業量を抑制し、負担の平準化を図った。

##### 学校教育改革プラン
市全体の学校教育水準を向上させるために、2020年より本格的にスタートするとした。
1. 守谷型カリキュラム・マネジメントでの働き方改革
2. 守谷市いじめ対策本部の設置
3. プログラミング教育の先取り
4. 中央図書館との連携による、学校図書館の充実[22]。

#### 守谷市のインフラ整備

##### 見えバスの導入
2017年2月1日より、守谷市ではスマートホンにバスの運行情報を示すアプリ「見えバス」を全国で初めて導入した。
松丸は、通勤通学バス需要は高まっていると語る。

##### 水道料金の値下げ
2019年10月に行われた消費増税に伴い、2％の増税負担相当分を値下げを行った。市民への還元は年間5000万円と見込まれる。平均的な1世帯当りでは年間で300円程度安くなるとされる。人口増加に伴う上下水道事業の黒字化により実現された。

#### まちづくり協議会の設立
行政は、持続可能なまちづくりを進める必要があると語った。
「地域主導・住民主導のまちづくり」を目指し、2020年4月時点、市内9地区に「まちづくり協議会」を設立した。

#### 交通政策
常磐自動車道の守谷サービスエリアへのスマートインターチェンジ設置の実施計画を検討する地域協議会で会長を務める。第1回目の地区協議会であいさつを行い「本誌はもちろん、本県のさらなる発展に極めて重要な事業と考えている。様々な視点で検討して欲しい」と述べた。また9月6日、国土交通省が守谷サービスエリアにスマートインターチェンジの新設を許可したことについて「市の更なる発展を図る上で極めて重要。早期開通に向けて全力を挙げて取り組んでいきたい」と語った。

#### スポーツ振興
2023年11月、東京ヤクルトスワローズファーム施設移転に関する基本協定を締結した。基本協定の締結には松丸市長、ヤクルト本社社長、ヤクルト球団から会長、県から大井川知事が出席し、松丸市長は「皆様と力を合わせてスポーツ振興、教育の充実に邁進したい」と述べた。

#### 中央図書館改修事業
中央図書館の大規模改修を2025年9月頃着工する計画を立てている。改修の基本方針は、施設・設備の改修・更新等を実施することにより、その機能を回復し建物の長寿命化を図ることとしている。また建設から30年が経過しているため、現在の利用に合わなくなったもの、機能や効率の低下が認められるものについて回収や改善を実施し、利用者のニーズを反映させた快適な利用空間への転換を図るとしている。

#### 上下水道事業が優良地方公営企業総務大臣表彰を受賞
守谷市の上下水道事業が茨城県内の自治体としては初めてとなる2024年度優良地方公営企業総務大臣表彰を守谷市が受賞した。その際、「今回の受賞は、今まで上下水道事業に関わった全ての者に対して頂いたものと理解している」と語り、「今後も施設の老朽化や人口の減少等を見据えて、効率的かつ効果的な取り組みを積極的に採用し、持続可能な上下水道事業の運営を進めてまいりたい」と述べた。

## 人物
- 中学生時代はバスケットボール部に所属していたが、顧問に恵まれなかったが自主練等で工夫し名門校からのオファーを獲得した[33]。
- 『フライデー』で過去に代表取締役を務めた建築会社の官製談合の疑いがあるとの記事を掲載したが、松丸は同日、記者会見を開き、市長当選後に株を売却したと説明し、経営への関与も否定した[34]。同年6月2日、松丸は名誉を毀損されたとして、発行元の講談社に1,100万円の損害賠償と謝罪文の掲載を求める訴えを東京地裁に起こした[35]。

2019年（平成31年）3月5日、東京地裁は名誉毀損を認め、同社に165万円を支払うよう命じた。同年10月23日、東京高裁は、165万円の支払いを命じた一審判決を変更し、賠償額を220万円に増額した。